# Венгрия на зимних Олимпийских играх 1980
Венгрия принимала участие в Зимних Олимпийских играх 1980 года в Лейк-Плесиде (США) в тринадцатый раз за свою историю, и завоевала одну серебряную медаль.

## Медалисты
| Медаль | Спортсмен                     | Вид спорта       | Дисциплина        |
| ------ | ----------------------------- | ---------------- | ----------------- |
| 2      | Кристина Регёци Андраш Шаллаи | Фигурное катание | Танцевальные пары |

## Состав сборной
Сборная состояла из двух фигуристов, выступающих в танцах на льду. Кристине Регёци на тот момент было 24 года, её партнёру Андрашу Шаллаи 26 лет.

## Результаты
Соревнования среди танцевальных пар прошли 17, 18 и 20 февраля на искусственном льду Олимпийского стадиона в Лейк-Плэсиде, они оценивались по шестибалльной системе. Кристина Регёци и Андраш Шаллаи выиграли произвольную программу, опередив советских спортсменов Наталью Линичук и Геннадия Карпоносова; но поскольку в обязательном танце венгерская пара заняла второе место, по сумме она получила второе место в итоговом протоколе и серебряную медаль.
| Спортсмены                    | Обязательный танец | Произвольный танец | Баллы  | Сумма мест | Место |
| ----------------------------- | ------------------ | ------------------ | ------ | ---------- | ----- |
| Кристина Регёци Андраш Шаллаи | 2                  | 1                  | 204,52 | 14         | 2     |